# Mesembryanthemum bicorne
Mesembryanthemum bicorne är en isörtsväxtart som beskrevs av Otto Wilhelm Sonder. Mesembryanthemum bicorne ingår i Isörtssläktet som ingår i familjen isörtsväxter. Inga underarter finns listade i Catalogue of Life.